# Hur underbart att vandra få med Gud
Hur underbart att vandra få med Gud är en sång med text från 1915 av Theodore H Kitching och musik från 1861 av William Henry Monk. Den svenska översättningen gjordes 1951 av David Evert Ekman.

## Publicerad i
- Frälsningsarméns sångbok 1968 som nr 387 under rubriken "Erfarenhet och vittnesbörd".
- Frälsningsarméns sångbok 1990 som nr 551 under rubriken "Erfarenhet och vittnesbörd".